# 警部補・杉山真太郎〜吉祥寺署事件ファイル
『警部補・杉山真太郎〜吉祥寺署事件ファイル』（けいぶほ すぎやましんたろう きちじょうじしょじけんファイル）は、2015年1月12日から3月23日まで毎週月曜日20時 - 20時54分 に、TBSテレビ系の「月曜ミステリーシアター」枠で放送されていた日本のテレビドラマ。主演は本作が民放の連続ドラマ初主演となる谷原章介。
2015年3月23日をもって『月曜ミステリーシアター』枠は廃枠となり、1956年4月から59年間続いてきた、TBSテレビ月曜20時台の連続ドラマ枠としても廃枠となることから、本作品はいずれもの最終作品となった。また、ナショナル ゴールデン・アワー → ナショナル劇場 → パナソニック ドラマシアター以来スポンサーとなっていたパナソニックグループは月曜20時台のスポンサーを完全に降板した。後番組は59年ぶりのバラエティー番組枠となり、タカアンドトシがMCの新バラエティー番組『世にも不思議なランキング なんで?なんで?なんで?』。

## キャスト

### 警視庁吉祥寺警察署刑事課
杉山 真太郎（すぎやま しんたろう）
演 - 谷原章介
階級は警部補。妻が病気で他界し、子供たちと過ごす時間を増やすために不規則勤務が多い刑事を辞める決心を固め、署長に辞表を提出する。
永峰 有（ながみね ゆう）
演 - 要潤
階級は巡査部長。杉山とは同僚で、コンビを組む。杉山家に立ち寄る事も多く、彼の子供たちとは顔馴染み。
家庭の事情で辞表を出した杉山を何かに付けて事件の捜査に駆り出す反面、どんな説得も彼には通じないことも理解している。独身だが、結婚願望は全く無い。
香川 桜子（かがわ さくらこ）
演 - 片瀬那奈
階級は巡査部長。
村田 健一（むらた けんいち）
演 - 石黒英雄
杉山の活躍に憧れて刑事になった新人で、元々は生活安全課所属だったが杉山や苫米地が抜けた穴を埋めるために補充要因として刑事課に異動してくる。
事務員の澤には完全に舐められており、冷たくあしらわれる。
新垣 進也（あらがき たつや）
演 - 久保田悠来
階級は巡査長。鑑識係。
澤 みどり（さわ みどり）
演 - 永池南津子
事務員。マイペースかつ几帳面な性格だが、村田にだけは冷淡な口調で対応する。
岡崎 克彦（おかざき かつひこ）
演 - 佐野史郎
課長。杉山の辞表提出に一番納得しておらず、辞表も自身の所で止めている。永峰に言いくるめられて止む無く捜査に加わった杉山を復帰したと決めつけて、鎌本に自身が説得し思い止まらせたと虚偽報告をするも、事件解決後の永峰の報告でばれてしまった。
鎌本 義夫（かまもと よしお）
演 - 榎木孝明
署長。岡崎と同様に杉山の辞表提出に納得していない。立場上、杉山が住宅ローンを完済していないことを知っており、そのことを盾にして辞表を撤回させるという、脅迫めいた最終手段を用意していると岡崎に話す。

### 杉山家
杉山 美晴（すぎやま みはる）
演 - 本田望結
長女。
杉山 海人（すぎやま かいと）
演 - 須田瑛斗
長男。
杉山 岳（すぎやま がく）
演 - 松浦理仁
次男。
杉山 香織（すぎやま かおり）
演 - 酒井美紀
真太郎の妻。旧姓：青柳。入院生活を送っていたが、容態が急変し帰らぬ人となる。
青柳 芳江（あおやぎ よしえ）
演 - 高橋惠子
香織の母。杉山にとって一番頭が上がらない人物。彼が刑事であることで、それゆえの多忙な仕事内容だと当初から分かり切っていたことから、香織が杉山と結婚することに最後まで猛反対していた。
杉山が芳江に頭が上がらないのはこのことが理由でもある。娘が病死したことを誰よりも怒り、杉山が刑事を辞めなければ孫のために何らかの手段を講じることを考えている。

### その他
真由美（まゆみ）
演 - 小松春佳
美幸（みゆき）
演 - 土井玲奈
上記2名は岳が通う保育園保育士。
アナウンサー
演 - 鈴谷優子

### ゲスト
第1話
- 苫米地 拓（本庁から異動してきたエリート刑事） - 袴田吉彦
- 中島 美佐子（江田の娘） - 宮﨑香蓮
- 沼田 孝太郎（板金加工会社社長・元暴力団構成員） - 梨本謙次郎
- 谷崎 文二（新聞記者・真太郎の盟友） - 矢柴俊博（第11話）
- 江田 幸司（ホームレス） - 佐伯新
- 本間 英介（元質店店主） - 加藤四朗

第2話
- 長山 直樹（並び屋少年グループリーダー格） - 高杉真宙
- 山野辺 健太（亮太の兄・直樹の仲間） - 平岡拓真
- 小泉（冒険ウォッチコレクター） - 駒木根隆介
- 木之内 五郎（並び屋元締） - 仁科貴
- 亮太（小児がん患者） - 笹岡サスケ

第3話
- 中島 晴子（中島の妻・家政婦） - 青山倫子
- 矢吹 武雄（連続放火事件前科者） - 平岳大
- 大貫（矢吹の身元引受人） - 剛たつひと
- 寺田（自動車整備士） - お宮の松
- 中島 勝彦（矢吹の元雇い主） - 所博昭

第4話
- 新田 まひる（老人ホーム職員） - 酒井美紀
- 西野 絵里子（和真の母） - はしのえみ
- 西野 和真（5年前の誘拐事件被害者） - 竜跳（幼少期：財部友吾）
- 今井 正（老人ホーム入居者） - 久保酎吉
- 小谷 幸子（老人ホーム職員） - 水木薫
- 滝沢（中野区児童誘拐殺害事件担当捜査官） - 阪田マサノブ
- 岸（滝沢の相棒） - 石塚良博

第5話
- 早見 エリカ（タケシの母） - 福田沙紀
- 佐久間 正治（IT企業社長） - 比留間由哲
- 山崎 淳平（強盗傷害事件指名手配犯・タケシの父） - 米村亮太朗
- 早見 タケシ - 佐々木陽気

第6話
- 野々宮 妙子（ひき逃げ事故目撃者） - 冨士眞奈美
- 奈良岡 建造（ひき逃げ被害者・通学児童の誘導係） - 中山仁
- 小山田 五郎（カーショップ店主） - 中村靖日
- 江本 宗明（刺殺被害者・代議士） - 五王四郎
- 江本夫人 - 茅島成美

第7話
- 大原 紗枝（入院患者） - 小林涼子
- 柴田 久美子（紗枝の看病をしている女性） - 古村比呂
- 柴田 望（柴田久美子の息子） - 大和田健介
- 柏木 優太（シルバークック従業員） - 長田成哉
- 山口 うらら（保育園児） - 梅崎音羽
- 山口 若菜（うららの母） - 丸高愛実
- 迫田 一樹（銃殺被害者） - 柿本光太郎
- 藤沢 舞（看護師） - 奥村佳恵
- 佐伯 竜司（タトゥー彫師） - 山本龍二
- 戸田（強盗事件被害者） - 児玉頼信
- 戸田和美（強盗事件被害者） - 和泉今日子

第8話
- 綾瀬リナ（風俗嬢・被害者） -  入来茉里
- 早乙女耕介（殺人事件の容疑者） -  忍成修吾
- 早乙女マキ（真希）（栄養ドリンクのセールスレディ） -   あめくみちこ
- トシキ （ホスト）  -  伊礼彼方
- 亜矢 （ホステス）  -  小宮有紗

第9話
- 河野遼太（狭山遥香の隣人）  -  窪塚俊介
- 佐山遥香（美晴のクラスメイト）  -  舞優
- 佐山祥子 （佐山遥香の母親） -  渋谷飛鳥
- 小林（犯罪被害者サポートセンター職員）  -  荻野友里

第10話
- 古賀昌也（桜子のレディース時代の友人） -  前川泰之
- 諸橋幸雄（警視庁キャリアの桜子の見合相手）  -  野間口徹
- 丸山弘毅（古賀の元仲間）  - 光山文章
- 立花亜由（キャバクラ嬢、被害者） - 桐生あやめ
- 質屋の主人 -  藏内秀樹
- 空巣の目撃者 - 三鴨絵里子

最終話
- 芹沢直紀（巡査、殉職） - 吉永秀平
- 芹沢秋子（芹沢直紀の妻）  - 月船さらら
- 山根孝次郎（元暴走族ブラックロード） - 土屋裕一
- 川谷純一（引きこもり） - 今野浩喜（キングオブコメディ）
- 川谷純一の母親 - よしのよしこ
- 篠原英介（篠原総合病院・医師） - 山本圭
- 北原清司郎 （元警察官） - 清水綋治

## スタッフ
- 脚本 - もろさわ和幸（兼脚本協力）、桑村さや香、徳永友一、児玉頼子
- 音楽 - 沢田完
- 監督 - 伊藤寿浩、竹園元（MBS）
- 主題歌 - GENERATIONS from EXILE TRIBE「Sing it Loud」（rhythm zone）[6][7]
- 助監督 - 猪腰弘之、清水勇気
- オープニングタイトル - オダイッセイ×LULL
- サウンドデザイン - 石井和之
- 音響効果 - 佐藤仁美
- 擬斗 - 二家本辰己、所博昭
- カースタント - 海藤幸廣
- ガンエフェクト - 遊佐和寿
- 看護指導 - 丸山優香
- 技術協力 - アップサイド、ブル、日本照明、スポット
- 仕上協力 - 東映ラボ・テック、東映デジタルラボ、東映デジタルセンター
- 協力 - 東京美工、高津装飾美術、東京衣裳、大泉美術、松下美術背景、日音、宗特機
- 編成 - 橋本孝、永山由紀子
- プロデューサー - 河瀬光（東映）
- ラインプロデューサー - 榊田茂樹
- プロデューサー補 - 谷中寿成
- 製作 - 東映、TBS

## 放送日程
| 各話                                                      | 放送日  | サブタイトル                                                                                      | 脚本         | 監督            | 視聴率 |
| --------------------------------------------------------- | ------- | ------------------------------------------------------------------------------------------------- | ------------ | --------------- | ------ |
| 第1話                                                     | 1月12日 | 要求は花嫁! 結婚式場立てこもり事件…3人の子連れ刑事が、脱走犯に立ち向かう! 家族のために走れ、杉山! | もろさわ和幸 | 伊藤寿浩        | 9.8%   |
| 第2話                                                     | 1月19日 | お父さんは刑事を辞める…シングルファザーの決断!                                                    | もろさわ和幸 | 竹園元          | 6.3%   |
| 第3話                                                     | 1月26日 | 美人家政婦の裏の顔…連続放火犯に狙われた母と子!                                                    | もろさわ和幸 | 竹園元          | 7.2%   |
| 第4話                                                     | 2月02日 | 封印された5年前の誘拐事件…時効3日前 犯人の告白                                                    | 桑村さや香   | 伊藤寿浩        | 6.1%   |
| 第5話                                                     | 2月09日 | 張り込み対象に恋をした刑事!? 置き去られた赤ちゃん                                                 | もろさわ和幸 | 伊藤寿浩        | 5.4%   |
| 第6話                                                     | 2月16日 | ひき逃げトリック! 2色に見える車の謎                                                               | もろさわ和幸 | 竹園元          | 8.7%   |
| 第7話                                                     | 2月23日 | 銃声が引き裂いた母と子…マフラーの謎                                                               | 桑村さや香   | 竹園元          | 7.0%   |
| 第8話                                                     | 3月02日 | 爆弾魔が吉祥寺署をジャック! 奇想天外な要求とは?                                                   | もろさわ和幸 | 伊藤寿浩 竹園元 | 7.1%   |
| 第9話                                                     | 3月09日 | 襲われた女子大生…育児放棄された少女が暴く真実!                                                    | 徳永友一     | 伊藤寿浩        | 7.4%   |
| 第10話                                                    | 3月16日 | 同じバッグ3個を残して殺された女の謎                                                               | 児玉頼子     | 竹園元          | 6.1%   |
| 最終話                                                    | 3月23日 | 連続する警察官襲撃…遂に署長が! 驚愕のトリック                                                     |              |                 | 7.0%   |
| 平均視聴率 7.1%（視聴率は関東地区、ビデオリサーチ社調べ） |         |                                                                                                   |              |                 |        |